# Многоколосник
Многоколо́сник, или Агаста́хе (лат. Agastache), — род цветковых растений в составе семейства Яснотковые (Lamiaceae), или Губоцветные (Labiatae). Входит в трибу Мятные (Mentheae) подсемейства Котовниковые (Nepetoideae).

## Ареал
Большая часть видов рода распространена в умеренных регионах Северной Америки. Один вид, многоколосник морщинистый, произрастает в Восточной Азии.

## Ботаническое описание
Представители рода — многолетние травянистые растения с сильным запахом, стебли простые или ветвящиеся, в основании нередко деревянистые. Листья супротивные, на черешках, в очертании от линейных до яйцевидных, с цельным или тупозубчатым краем.
Цветки обоеполые, в ложных мутовках, состоящих из колосов. Чашечка иногда окрашенная; состоит из пяти чашелистиков, из которых три верхних могут срастаться. Венчик трубчатый или воронковидный, двугубый, верхняя губа двудольчатая, нижняя — трёхдольчатая. Окраска венчика может быть синей, сиреневой, розовой, белой или жёлтой. Тычинки в количестве четыре, неравные.
Плод — ценобий: дробный плод, состоящий из четырёх орешковидных шаровидных плодиков (эремов), с одного конца обычно волосистых.

## Классификация
|  |                                      |  |                                                               |                                                               |                      |  | ещё 21 семейство (согласно Системе APG III) | ещё 21 семейство (согласно Системе APG III) |                           |  |             |  | ещё около 120 родов | ещё около 120 родов |  |
|  |                                      |  |                                                               |                                                               |                      |  | ещё 21 семейство (согласно Системе APG III) | ещё 21 семейство (согласно Системе APG III) |                           |  |             |  | ещё около 120 родов | ещё около 120 родов |  |
|  |                                      |  |                                                               | порядок Ясноткоцветные                                        |                      |  |                                             |                                             | подсемейство Котовниковые |  |             |  |                     |                     |  |
|  |                                      |  |                                                               | порядок Ясноткоцветные                                        |                      |  |                                             |                                             | подсемейство Котовниковые |  | от 20 видов |  |                     |                     |  |
|  | отдел Цветковые, или Покрытосеменные |  |                                                               |                                                               | семейство Яснотковые |  |                                             |                                             | род Многоколосник         |  |             |  |                     |                     |  |
|  | отдел Цветковые, или Покрытосеменные |  |                                                               |                                                               |                      |  |                                             |                                             |                           |  |             |  |                     |                     |  |
|  |                                      |  | ещё 58 порядков цветковых растений (согласно Системе APG III) | ещё 58 порядков цветковых растений (согласно Системе APG III) |                      |  |                                             | ещё 6 подсемейств                           | ещё 6 подсемейств         |  |             |  |                     |                     |  |
|  |                                      |  |                                                               | ещё 58 порядков цветковых растений (согласно Системе APG III) |                      |  |                                             |                                             | ещё 6 подсемейств         |  |             |  |                     |                     |  |

### Синонимы
- Brittonastrum Briq., 1896
- Dekinia M.Martens & Galeotti, 1844

### Виды

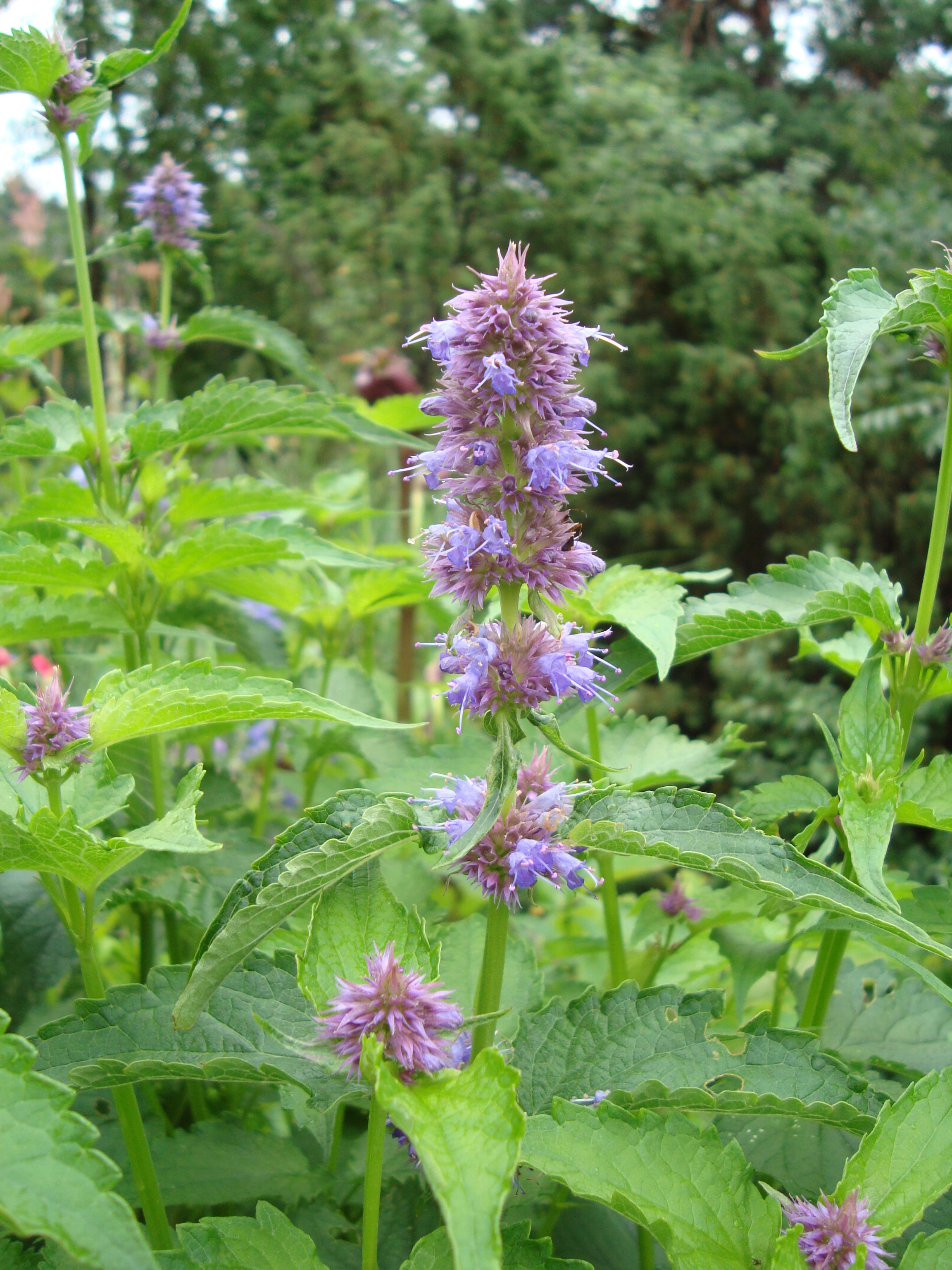
Многоколосник морщинистый

По информации базы данных The Plant List (2013), род включает 22 вида
.
- Agastache aurantiaca (A.Gray) Lint & Epling, 1945 — Многоколосник золотистый
- Agastache breviflora (A.Gray) Epling, 1939
- Agastache cana (Hook.) Wooton & Standl., 1913 — Многоколосник кана
- Agastache coccinea (Greene) Lint & Epling, 1945
- Agastache cusickii (Greenm.) A.Heller, 1902
- Agastache eplingiana R.W.Sanders, 1981
- Agastache foeniculum (Pursh) Kuntze, 1891 — Многоколосник фенхельный, или Многоколосник фенхелевый
- Agastache mearnsii Wooton & Standl., 1913
- Agastache mexicana (Kunth) Lint & Epling, 1945 — Многоколосник мексиканский
- Agastache micrantha (A.Gray) Wooton & Standl., 1913
- Agastache nepetoides (L.) Kuntze, 1891 — Многоколосник котовниковый
- Agastache occidentalis (Piper) A.Heller, 1900
- Agastache pallida (Lindl.) Cory, 1936 — Многоколосник бледный
- Agastache pallidiflora (A.Heller) Rydb., 1906 — Многоколосник бледноцветковый
- Agastache palmeri (B.L.Rob.) Standl., 1937 — Многоколосник Палмера
- Agastache parvifolia Eastw., 1940
- Agastache pringlei (Briq.) Lint & Epling, 1945
- Agastache rugosa (Fisch. & C.A.Mey.) Kuntze, 1891 — Многоколосник морщинистый
- Agastache rupestris (Greene) Standl., 1910 — Многоколосник горный
- Agastache scrophulariifolia (Willd.) Kuntze, 1891 typus[3] — Многоколосник норичниколистный
- Agastache urticifolia (Benth.) Kuntze, 1891 — Многоколосник крапиволистный
- Agastache wrightii (Greenm.) Wooton & Standl., 1913 — Многоколосник Райта